# Proacidalia cadmeis
Proacidalia cadmeis är en fjärilsart som beskrevs av Barend J. Lempke 1956. Proacidalia cadmeis ingår i släktet Proacidalia och familjen praktfjärilar. Inga underarter finns listade i Catalogue of Life.